# Barbara Cook
Barbara Cook (Atlanta, 25 ottobre 1927 – New York, 8 agosto 2017) è stata un soprano e attrice statunitense.
La sua carriera è strettamente legata all'opera di Rodgers e Hammerstein: interpreta Ado Annie in Oklahoma! nel tour statunitense del 1943 e a Broadway nel 1953, Carrie in Carousel a New York nel 1954 e Julie Jordan a Broadway nel 1957, Anna Leonowens in The King and I a Broadway nel 1960 e a Londra nel 1996. Ha interpretato anche musical di altri compositori, tra cui Meredith Willson (con il musical The Music Man nel 1958, per cui vinse il Tony Award alla miglior attrice non protagonista in un musical), Jerome Kern (Show Boat, New York 1966), Sammy Fain (Flahooley, New York, 1951), Jerry Bock (She Loves Me, Broadway 1963), Stephen Sondheim (Follies, Sondheim on Sondheim), Jule Styne (Funny Girl, 1967), Michael Gore (Carrie, Stratford-upon-Avon, 1988) e Leonard Bernstein (Candide, Broadway, 1957).
Nel 2000 ha cantato alla Sydney Opera House nella cerimonia inaugurativa dei Giochi della XXVII Olimpiade. Nel 2011 ha ricevuto il Premio Kennedy Center e in suo onore si sono esibite Audra McDonald, Patti LuPone, Glenn Close, Laura Osnes, Sarah Jessica Parker e Matthew Broderick.

## Biografia

### Infanzia e formazione
Barbara Cook è nata ad Atlanta, figlia di Nell Harwell e Charles Bunyan; la madre era un’impiegata di Southern Bell e il padre era un commesso viaggiatore e la coppia divorziò quando Barbara Cook era ancora una bambina, poco dopo la morte della sorella per pertosse. Dopo il divorzio, la Cook andò a vivere con la madre e, dopo il diploma superiore, lavorò tre anni come dattilografa.

### Carriera
Nel 1948 andò a New York per la prima volta con la madre e decise di fermarsi e di lavorare come cantante. Debuttò del mondo del varietà nel 1950, esibendosi al Blue Angel, e nel 1951 debuttò a Broadway nel flop ‘’Flahooley!’’. Nel 1953 recitò nel suo primo musical di Rodgers e Hammerstein, Oklahoma! e rimase nella produzione anche quando andò in tournée per gli Stati Uniti. Dopo una breve parentesi televisiva, tornò al musical nel 1954, con una versione concertistica di un altro grande classico di Rodgers e Hammerstein, Carousel. Il primo successo di critica arrivò nel 1955, quando interpretò Hilda Miller in Plain and Fancy a Broadway e nel tour, mentre il 1956 la vide diventare una star di Broadway quando recitò nei panni di Cunegonda nella produzione originale dell’operetta di Leonard Bernstein Candide; a lei fu affidata la canzone che sarebbe diventata la più celebre dell’operetta, l’aria di coloratura Glitter and Be Gay. Il successo di Candide la portò ad ottenere un ruolo della produzione originale del musical The Music Man e per la sua performance nel ruolo di Marian vinse il Tony Award alla miglior attrice non protagonista in un musical. I primi anni sessanta la vedono interprete di altri musical di successo, tra cui The King and I (1960), The Gay Life (Broadway, 1961) e She Loves Me (Broadway, 1962).
Dopo il grande successo di She Loves Me recitò nel flop di Broadway Something More!, nella produzione del Lincoln Center di Show Boat (1966) e in una produzione regionale di Funny Girl (1967). Gli anni settanta segnarono un periodi di declino per la Cook a causa dei suoi problemi di alcolismo, obesità e depressione; smise di bere nel 1977. Dopo questo periodo di crisi Barbara Cook smise di apparire in musical veri e proprio e preferì recitare in versione concertistiche di musical di successo, riviste musicali e nei suoi one-woman show. Nel 1985 cantò al Lincoln Center in un adattamento concertistico del musical di Stephen Sondheim Follies con Mandy Patinkin, Elaine Stritch e Carol Burnett. Nel 1988 recitò nel suo ultimo musical vero e proprio, la produzione della Royal Shakespeare Company del musical Carrie; il musical fu un flop e la Cook fu sostituita da Betty Buckley prima del debutto a Broadway. I primi anni duemila le hanno portato nuovi successi a Londra e a Broadway con i suoi one-woman show Mostly Sondheim nel 2002 (candidata al Tony Award e al Laurence Olivier Award alla migliore attrice in un musical) e Barbara Cook’s Broadway Concert!. Nel 2010 recita a Broadway per l’ultima volta nella rivista Sondheim on Sondehim e riceve una candidatura al Tony Award alla miglior attrice non protagonista in un musical.
Barbara Cook ha inciso 25 album da solista e ha cantato in 18 cast recording (tra cui i due vincitori del Grammy Award The Music Man e She loves Me) e si è esibita come solista in teatri prestigiosi come la Sydney Opera House, Carnegie Hall e l’Old Vic. Si è inoltre esibita molte volte alla Casa Bianca, per i presidenti s Carter, Reagan, Bush e Clinton. Nel 2016 ha pubblicato un libro di memoria, Then & Now: A Memoir, in collaborazione con Tom Santopietro.

### Vita privata
È stata sposata con l’insegnante di recitazione David LeGrant dal 1952 al 1965 e la coppia ha avuto un figlio, Adam, nato nel 1959.